# Otto zu Dohna-Reichertswalde
Friedrich Leopold Alexander Heinrich Carl Otto Burggraf und Graf zu Dohna-Reichertswalde (* 26. April 1802 in Reichertswalde; † 5. Juli 1875 ebenda) war ein preußischer Standesherr und Politiker.

## Leben
Otto zu Dohna entstammte der Linie Reichertswalde der in Ostpreußen reich begüterten Adelsfamilie Dohna. Er war der älteste Sohn des Majoratsbesitzers Christoph Emil Graf zu Dohna-Reichertswalde (1775–1842) und der Ottilie zu Dohna-Lauck(-Wundlacken) (1784–1808). Otto zu Dohna war nicht verheiratet und hatte keine Nachkommen. Erbe wurde sein jüngerer Bruder Feodor.  
Otto zu Dohna studierte an der Ruprecht-Karls-Universität Heidelberg. 1820 gehörte er zu den elf Stiftern des Corps Saxo-Borussia Heidelberg, das ihn später zum Ehrenmitglied ernannte. Er war ab 1842 Majoratsbesitzer des etwa 20.500 Morgen umfassenden Besitzes Reichertswalde im Kreis Mohrungen. Er war Rechtsritter des Johanniterordens und erbliches Mitglied des Provinziallandtages von Preußen. 1847/48 hatte Otto zu Dohna einen Sitz in der Herrenkurie des Ersten und Zweiten Vereinigten Landtags. Von 1854 bis zu seinem Tode war er mit erblichem Recht Mitglied des Preußischen Herrenhauses.